# Farmborough
Farmborough – wieś w Anglii, w hrabstwie ceremonialnym Somerset, w dystrykcie (unitary authority) Bath and North East Somerset. Leży 14 km na południowy wschód od miasta Bristol i 165 km na zachód od Londynu. Miejscowość liczy 1103 mieszkańców.